# Bilanz
Ne doit pas être confondu avec Bilan (magazine).
Bilanz est un magazine économique de suisse de langue allemande.